# Main Propulsion Test Article (MPTA-098)

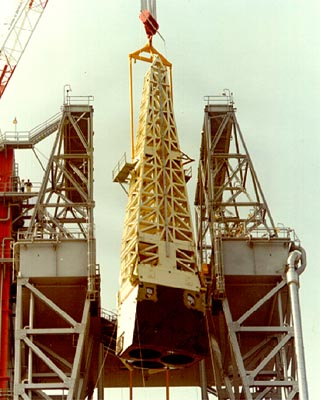
Main Propulsion Test Article wird 1977 auf seinen Prüfstand gehoben.

Der Main Propulsion Test Article (MPTA-098, „Hauptantriebsprüfobjekt“) war ein von Rockwell International gebautes Mock-Up des US-amerikanischen Space Shuttles, um die vollständige Antriebskonfiguration der Flüssigkeitstriebwerke einschließlich der Treibstoffversorgung durch den externen Tank in Bodentestläufen zu erproben.

## Beschreibung
Der MPTA bestand aus der inneren Struktur eines hinteren Rumpfabschnittes eines Space-Shuttle-Orbiters mit seinen Treibstoff- und Oxidatorleitungen, den Kupplungen zum Space Shuttle External Tank, dem Schubgerüst und einer Fachwerkstruktur, die die Form der Unterseite eines Orbiter-Rumpfes zur Montage eines Außentanks simulierte, sowie eines vollständigen Satzes von drei RS-25-Haupttriebwerken (SSMEs) einschließlich aller Leitungsinstallationen und der zugehörigen Systeme wie Elektrik und Bordhydraulik.
Später wurde der sehr unterschiedliche STA (Structural Test Article) in einen flugfähigen Orbiter umgewandelt, wieder in OV-099 umbenannt und Challenger getauft. Rockwell und NASA haben die MPTA daher rückwirkend als MPTA-098 bezeichnet, obwohl sie nie mit einem Namen getauft wurde.

## Geschichte
Am 24. Juni 1977 wurde MPTA-098 von Rockwell International zum John C. Stennis Space Center im Hancock County, Mississippi, geliefert, wo es mit einem als MPTA-ET bezeichneten externen Tank in der vertikalen Startposition auf dem Prüfstand montiert wurde.
Am 2. Juli 1979 erlitt MPTA-098 aufgrund eines gebrochenen Treibstoffventils des Space Shuttle Main Engine Nummer 2002 erheblichen strukturellen Schaden. Durch das defekte Ventil entwich Wasserstoff in das geschlossene hintere Abteil, so dass der Überdruck eine schwere Beschädigung der Struktur zur Folge hatte.
Nach umfangreichen Reparaturen wurden die Tests im September wieder aufgenommen, aber am 4. November versagte eine Sauerstoff-Hochdruck-Turbopumpe bei Sekunde 9,7 in einem geplanten 510-Sekunden-Test. Schließlich wurde am 17. Dezember 1979 ein vollständiger, einem reellen Start entsprechender statischer Testlauf durchgeführt, der 100 Prozent des Nennschubs aller drei Space-Shuttle-Haupttriebwerke für 554 Sekunden Dauer umfasste und die vorgesehene maximale Zeit, die die SSMEs während eines betriebsbereiten Shuttle-Starts verbrachten, überstieg.

### Flugzertifizierung

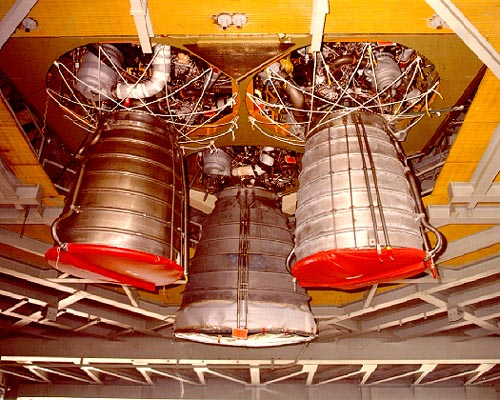
Nahaufnahme von drei Space-Shuttle-Hauptantrieben am MPTA-098 montiert

Das Programm zur vorläufigen Flugzertifizierung (PFC), das den Weg für die SSMEs an Bord von bemannten Raumfahrzeug freimachen würde, begann Anfang 1980. Eine Reihe von Rückschlägen, einschließlich einer Überhitzung der Hochdruck-Turbopumpe, bei 4,6 Sekunden in einem 544-Sekunden-Test am 16. April 1980, im Juli das Durchbrennen eines Wasserstoffvorbrenners in einem 581-Sekunden-Test nach 105 Sekunden und das strukturelle Versagen einer Düse bei einem Test im November 1980 nach 20 Sekunden, verlangsamte den Fortschritt. Diese Fehler führten zu einer Reihe von Änderungen an den SSMEs und ihrer zugehörigen Systeme.
Aufgrund der Anzahl der Änderungen im SSME-Design seit der Installation in der Raumfähre Columbia wurden die drei Triebwerke Nr. 2005, 2006 und 2007 aus der Columbia ausgebaut und im MPTA-098 erfolgreich getestet. Die Motoren wurden dann zum Kennedy Space Center zurückgeschickt und neu in die Columbia installiert.
Am 17. Januar 1981, weniger als drei Monate vor dem geplanten Starttermin von STS-1, demonstrierte MPTA-098 erfolgreich einen 625-Sekunden-Testlauf mit simulierten Abbruchprofilen, der den endgültigen PFC-Test vervollständigte und das SSME-Design vollständig für den Flug zertifizierte. Dies ebnete den Weg für den Start von STS-1 am 12. April 1981.

### Shuttle-C
Von 1981 bis 1988 blieben die MPTA-098 und MPTA-ET „in-situ“ auf dem NSTL-Prüfstand, ungenutzt. Ende 1988 verwendete die Essex Corporation die Schubstruktur der MPTA als Grundlage für ein technisches Entwicklungsmodell für die vorgeschlagene Trägerrakete Shuttle-C. Das Modell wurde von der NASA und Boeing am Kennedy Space Center und dem Marshall Space Flight Center verwendet, um Checks und Fertigungstechnische Studien durchzuführen. Das Shuttle-C-Programm wurde 1990 vom Kongress der Vereinigten Staaten in der Folge annulliert, und das Modell wurde auseinandergebaut.

### Shuttle Enterprise Upgrade
Es wurde anfangs in Erwägung gezogen, unter Verwendung des MPTA-098 die nicht raumflugtaugliche Enterprise in ein vollwertiges Space Shuttle umzubauen. Diese Idee wurde verworfen und stattdessen der STA (Structural Test Article) zum Space Shuttle Challenger OV-099 ausgebaut.
Nach der Challenger-Katastrophe wurde diese Idee wieder in Betracht gezogen, jedoch wurde dem Bau des neuen Space Shuttle Endeavour OV-105 unter Nutzung vorhandener Ersatzteilen den Vorzug gegeben.
Nach der Columbia-Katastrophe wurde die Idee wieder aufgegriffen, war aber chancenlos, da sich bereits das Ende des Shuttle-Programm abzeichnete.

### Aktueller Status
Das Hauptantriebsprüfobjekt, ohne Fachwerk, ist im U.S. Space & Rocket Center, Besucherinformationszentrum NASA Marshall Space Flight Center in Huntsville, Alabama, neben der MPTA-ET, unter dem generalüberholten Space-Shuttle-Mockup Pathfinder ausgestellt.